# Jiří Mika (fotbalista)
Jiří Mika (* 3. dubna 1940) je bývalý český fotbalista, útočník.

## Fotbalová kariéra
V československé lize hrál za Spartak Praha Sokolovo a RH Brno. Dal 7 ligových gólů. V Poháru vítězů pohárů nastoupil v 1 utkání.
Později vedl menší kluby, v ČFL vedl Kaučuk Kralupy, dále v nižších soutěžích Čechii Kralupy a Veltrusy.

## Ligová bilance
| Ročník                                   | Zápasy | Góly | Klub                   |
| ---------------------------------------- | ------ | ---- | ---------------------- |
| 1. československá fotbalová liga 1958/59 | -      | 2    | Spartak Praha Sokolovo |
| 1. československá fotbalová liga 1959/60 | 17     | 5    | RH Brno                |
| 1. československá fotbalová liga 1960/61 | 6      | 0    | RH Brno                |
| CELKEM 1. liga                           | -      | 7    |                        |